# Міста розвитку

Міцпе-Рамон — одне з міст розвитку, Східний Ізраїль, 1957 рік

Міста́ ро́звитку (івр. ‏עיירת פיתוח‏‎, Ayarat pituaḥ) — термін, який використовують для позначення нових поселень, що було побудовано в Ізраїлі в 1950 — 1960-х роках з метою забезпечити житлом нових репатріантів, які до цього розміщувалися в тимчасових таборах. Іншою метою появи таких міст стала необхідність розвитку периферійних районів країни.

## Передумови

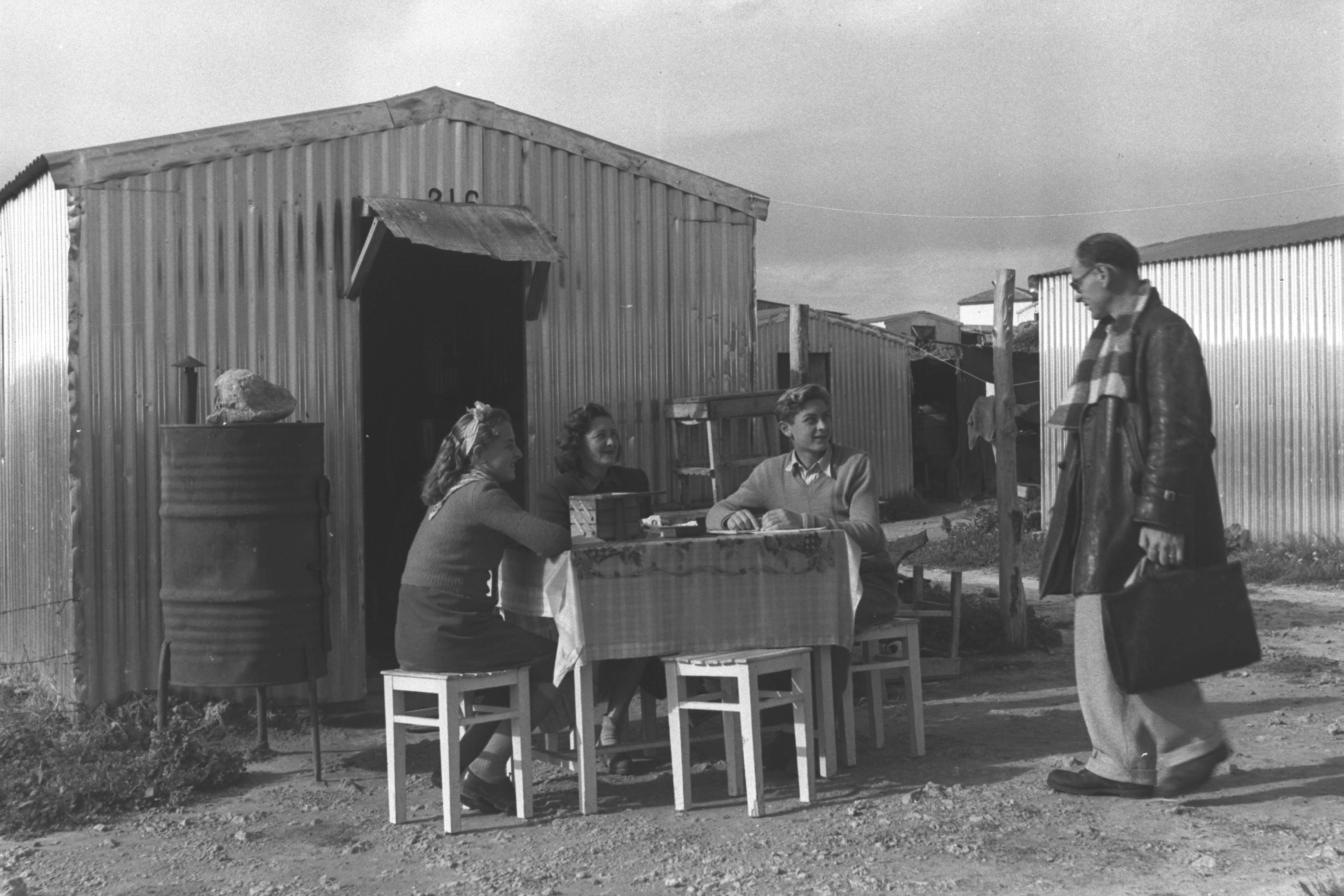
Маабара біля Нагарії, Північний Ізраїль, 1952 рік

Масова репатріація понад 130 тис. іракських євреїв в Ізраїль на початку 1950-х спричинила те, що майже третина мешканців маабарот мали іраксько-єврейське походження. Наприкінці 1949 року в маабарот було розміщено 90 тис. євреїв; до кінця 1951 року це населення збільшилося до понад 220 тис. чоловік у 125 окремих громадах. Мешканці маабарот були поміщені в наметах або в тимчасових дерев'яних будинках. Більше 80 % жителів були за походженням єврейськими біженцями з арабських і мусульманських країн Близького Сходу та Північної Африки. Число людей, яких розмістили в маабарот, почало знижуватися в 1952 році, і після цього маабарот було закрито для переселенців близько 1963 року. З часом маабарот перетворилися в ізраїльські міста чи були поглинені околицями міст, до яких їх було приєднано, а жителі отримали постійне житло. Більшість таборів маабарот перетворилися на міста, що розвиваються. Маабарот, які стали частиною міст розвитку, включають Кір'ят-Шмону, Сдерот, Бейт-Шеан, Йокнеам-Ілліт, і Мігдаль-га-Емек.

## Створення

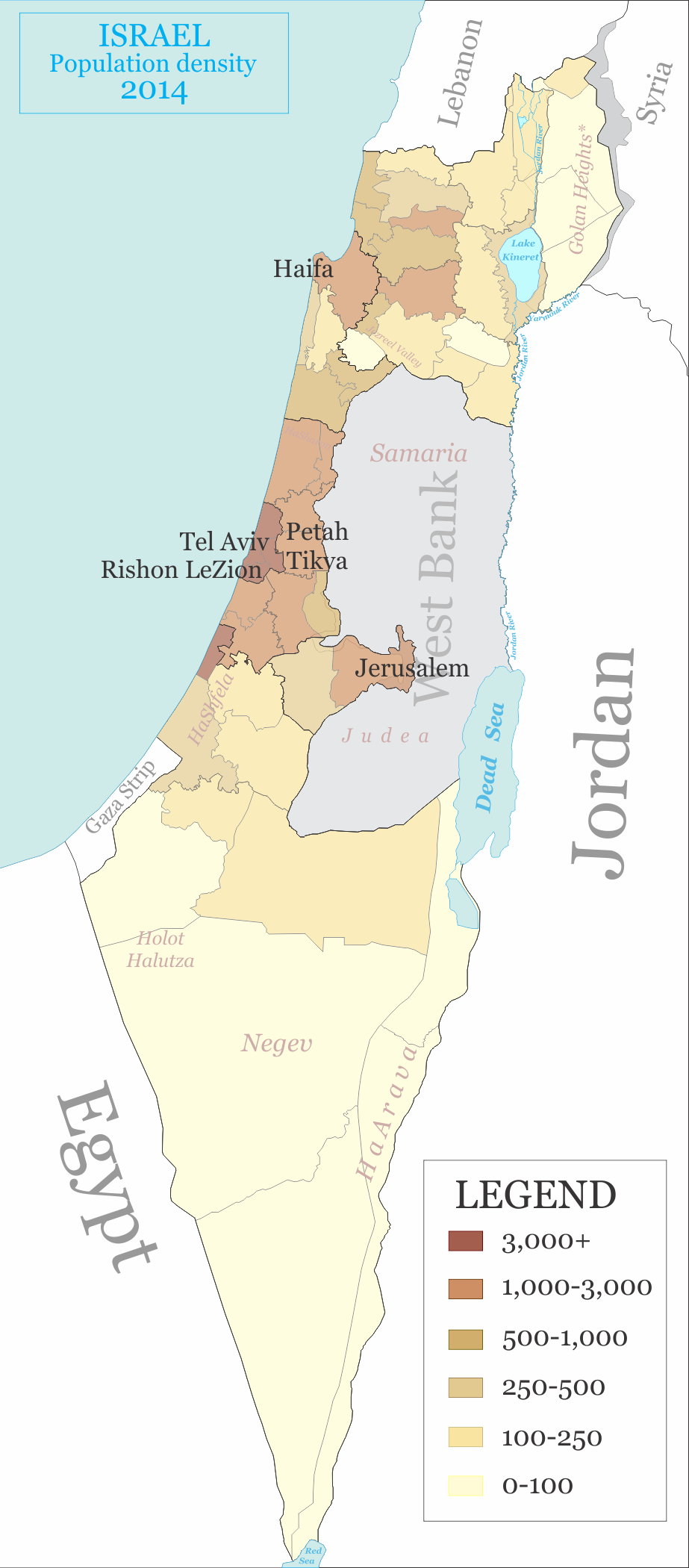
Більшість міст розвитку знаходяться в дуже малонаселених районах. Площа їхнього заселення досі є вкрай низькою

Першим містом такого типу був Бейт-Шемеш, заснований 1950 року приблизно в 20 км від Єрусалима. Новостворені міста були в основному заселені єврейськими біженцями з арабських і мусульманських країн — Марокко, Іраку, Єгипту, Лівії, Ємену, Сирії і  Тунісу. Міста розвитку також заселяли ті, хто вижив під час Голокосту в Європі та інші єврейські емігранти, що прибули до новоствореної Держави Ізраїль.

## Після 1990 року
Багато міст поповнилися новими жителями з країн колишнього СРСР. Виїзд євреїв з СРСР відбувався ще з часів створення держави Ізраїль і набув великих масштабів впродовж усіх 1990-х. Більшість репатріантів селилася саме в таких містах й утворювали тут свої спільноти. Репатріація євреїв з колишнього Радянського Союзу триває до сьогодні.

## Сучасний стан
У містах розвитку живуть найрізноманітніші групи ізраїльтян за походженням і статусом. В тому числі й релігійні євреї, серед яких спостерігається велика народжуваність, що зі свого боку сприяє зростанню міст розвитку.
Після початку масової алії євреїв з Радянського союзу, а згодом з країн СНД, такі міста отримали ще більший розвиток. Нині репатріанти з колишнього СРСР складають значну частину населення таких міст як Арад та Сдерот.
Міста розвитку субсидуються державою, на їхній розвиток виділяються гроші, їхнім жителям даються різноманітні пільги, але не зважаючи на це, більшість міст (особливо на півдні країни) погано розвинені в галузі економіки та протягом тривалого часу є одними з найбідніших районів країни.

## Список міст
| Центр - Бейт-Шемеш - Ор-Єгуда - Явне | Галілея - Бейт-Шеан - Карміель - Хацор-га-Гліліт - Кір'ят-Шмона - Мігдаль-га-Емек - Ноф-га-Галіль - Шломі - Йокнеам-Ілліт | Негев - Арад - Дімона - Кір'ят-Гат - Кір'ят-Малахі - Міцпе-Рамон - Нетівіот - Офакім - Сдерот - Єрухам |

## Статус «міст розвитку»
Велика частка населення є високорелігійна або належить до традиційних єврейських сімей (з огляду на 2003 рік, 39 % мешканців вважатимуть за краще, щоб Ізраїль дотримувався Галахічного права).
Незважаючи на те, що підприємства та галузі користуються сприятливим податковим режимом та іншими субсидіями, за винятком Араду, більшість міст розвитку (особливо південних) мають слабку економіку і часто належать до найбідніших єврейських районів Ізраїлю.
У 1984 році проєкт «Міста розвитку» був нагороджений Ізраїльською премією за особливий внесок у розвиток суспільства та держави Ізраїль.

## Гелерея

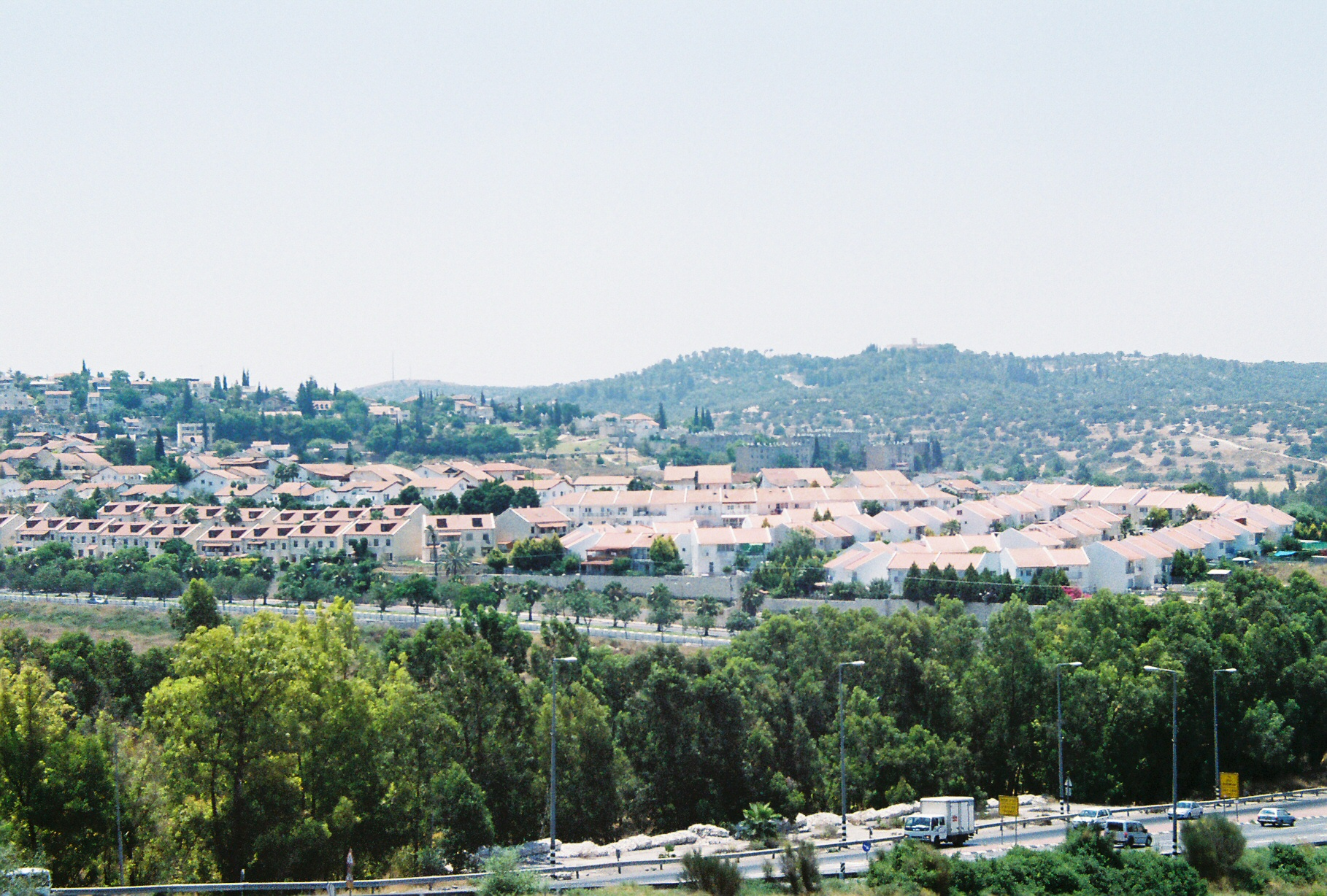
Бейт-Шемеш — перше «місто розвитку», засноване в Ізраїлі
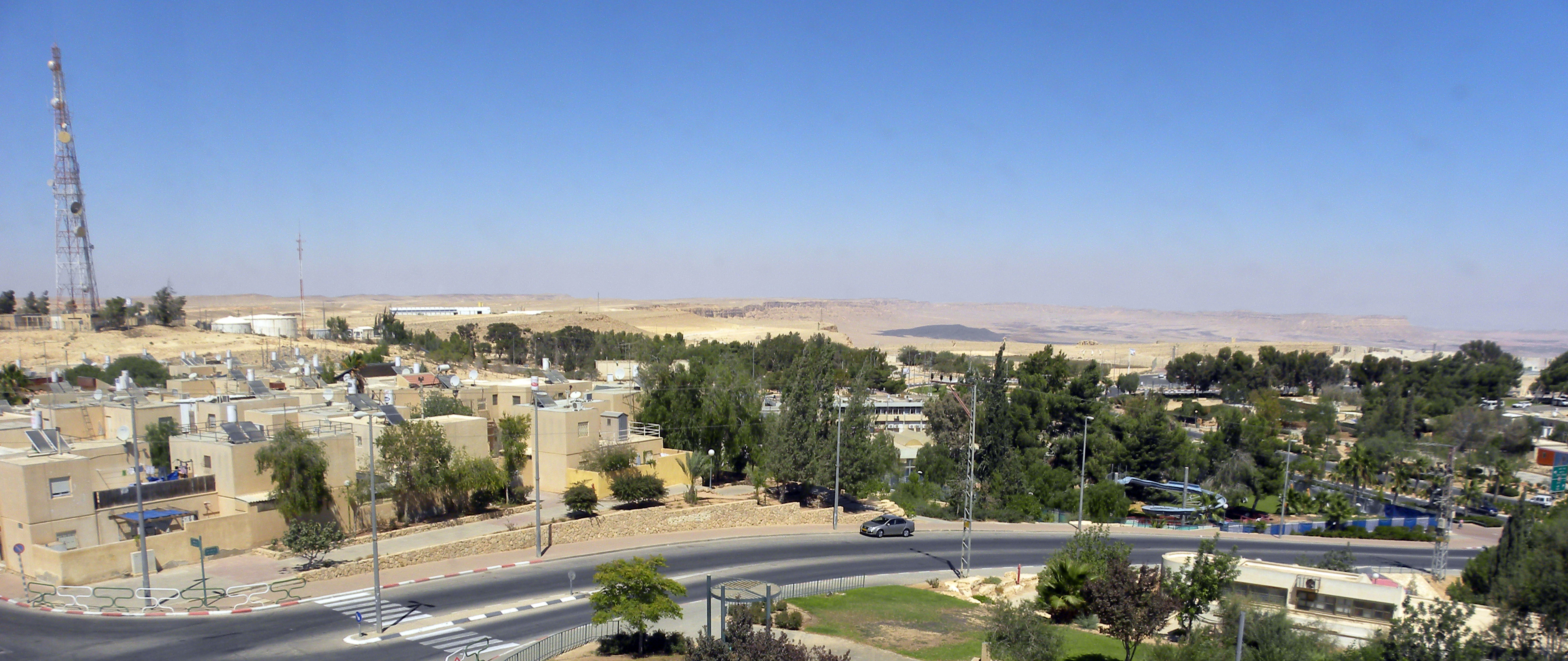
Місто Міцпе-Рамон у 2009 році
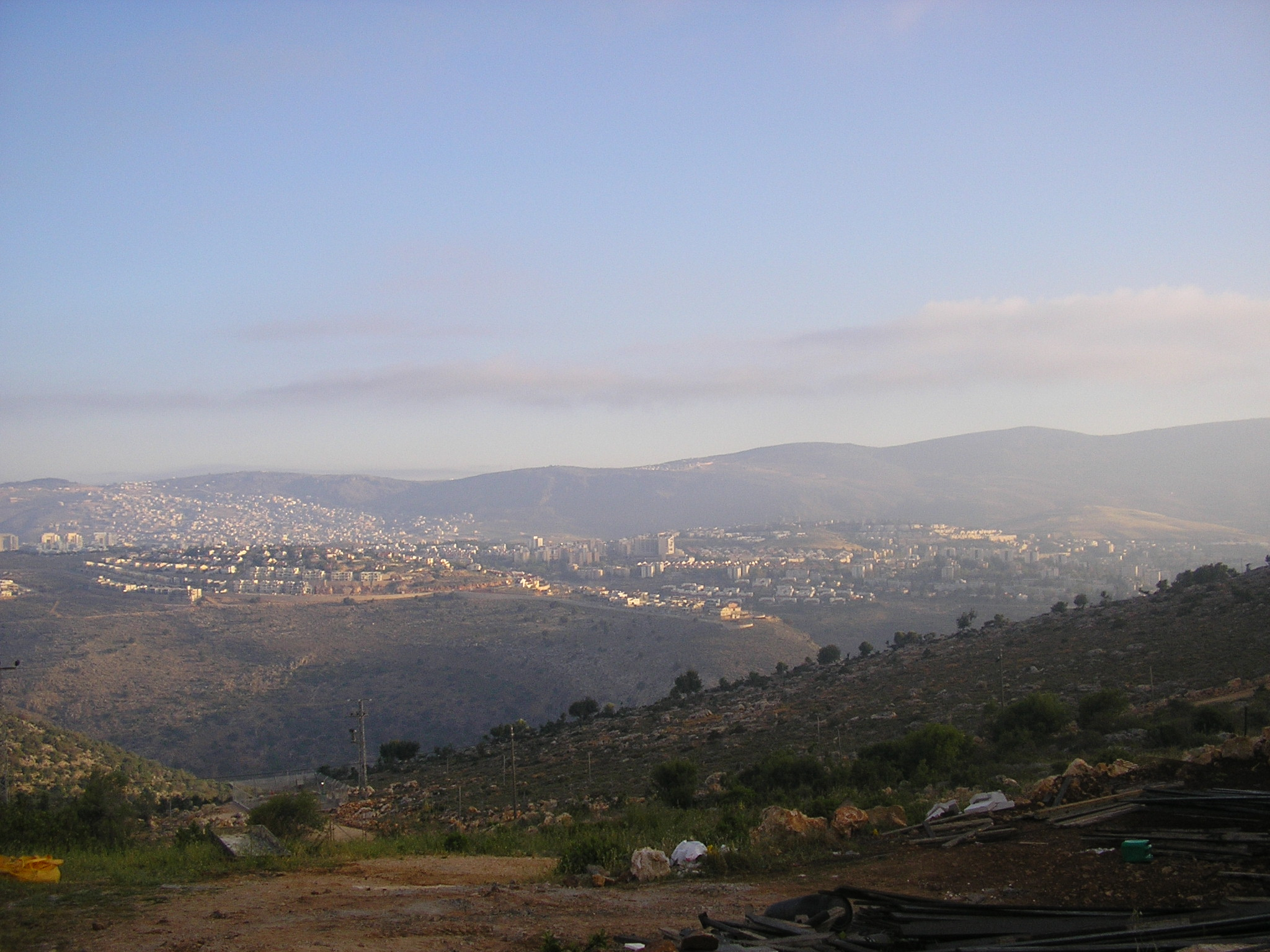
Краєвид на місто Карміель
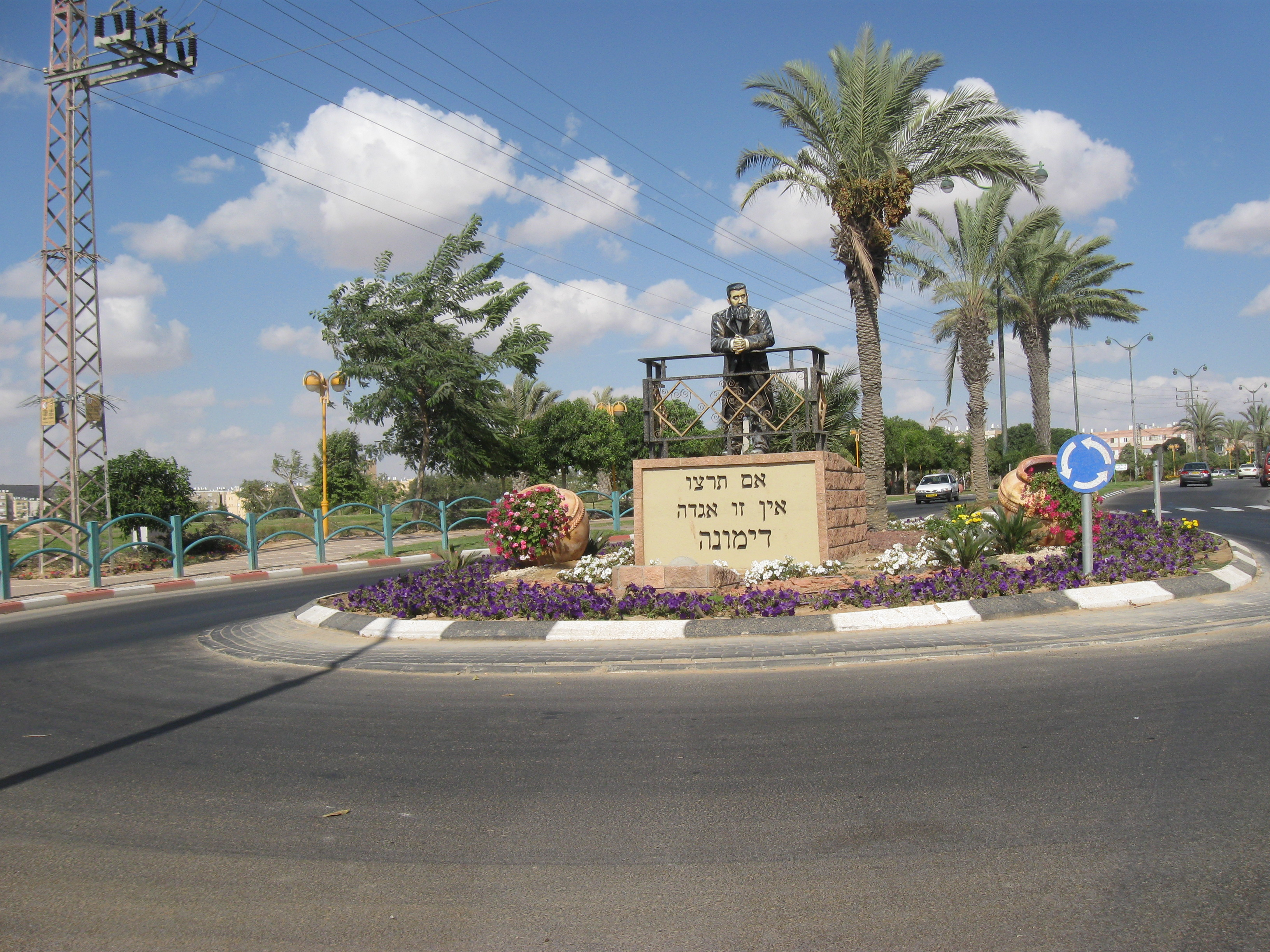
Площа імені Теодора Герцля в місті Дімона
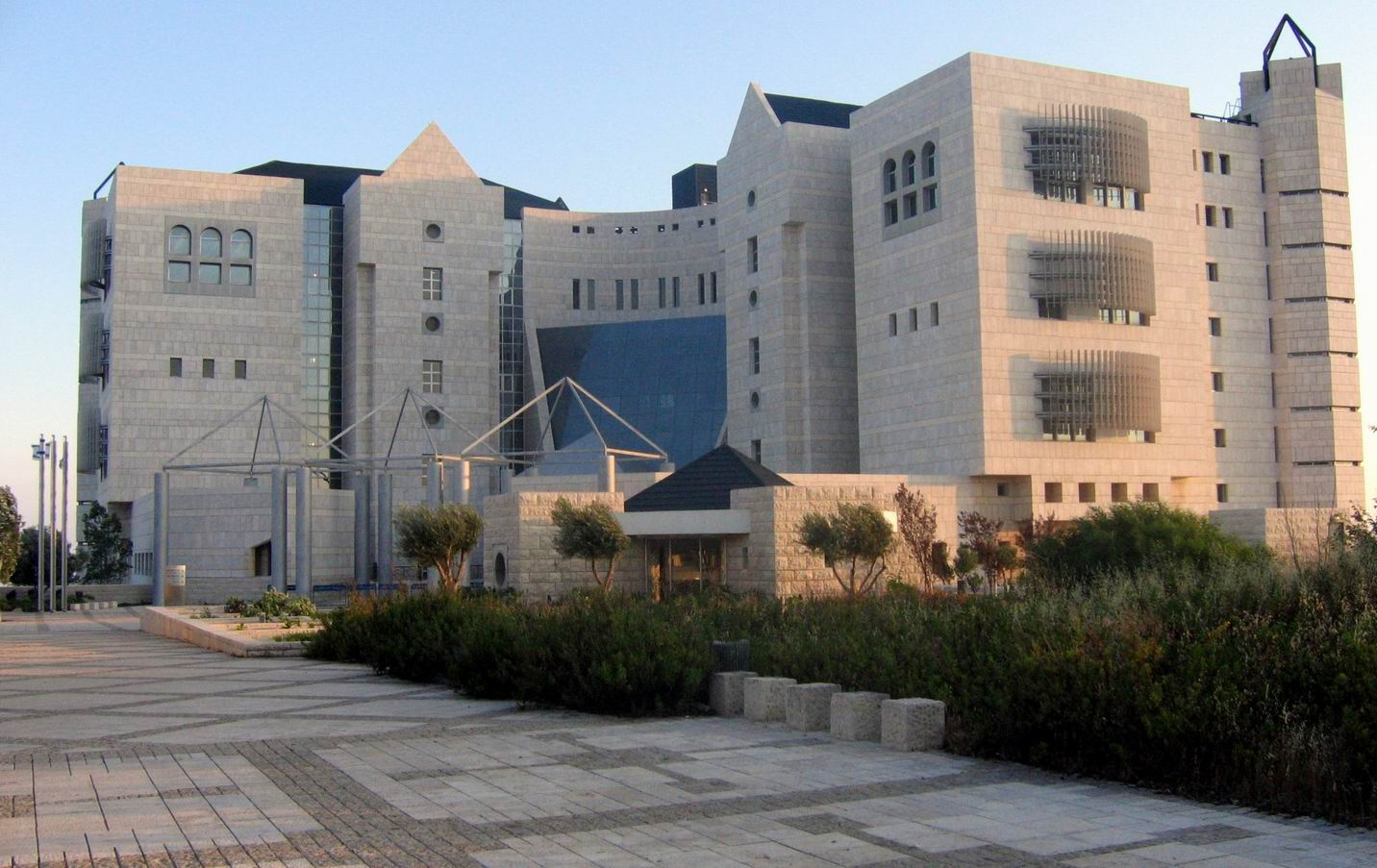
Міський суд у Ноф-га-Галілі
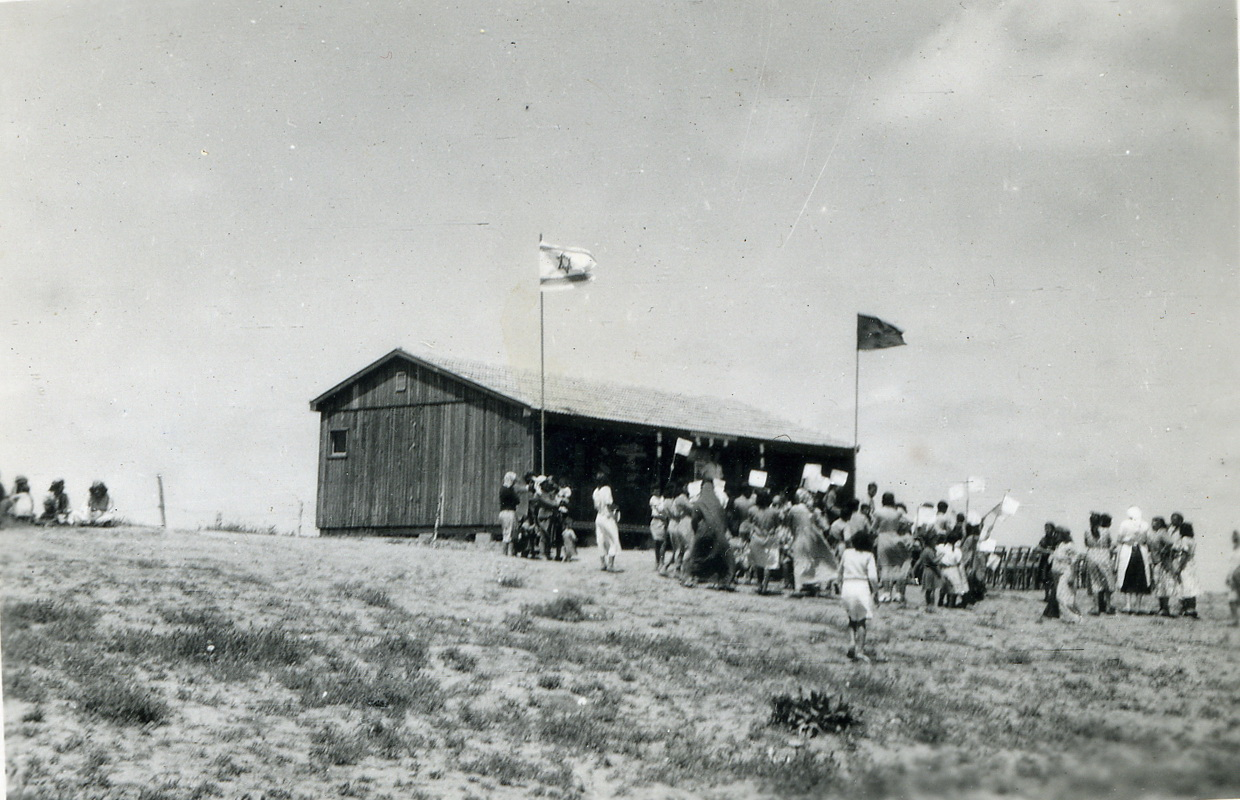
Школа в місті Сдерот, 1950 рік